# Friedl Thorward
Friedl Thorward, eigentlich Siegfried Peter, (* 5. Januar 1915 in Furth im Wald; † 9. Juli 2008 ebenda) war ein deutscher Bergsteiger und Buchautor.

## Leben
Thorward war seit seiner Kindheit im bayerisch-böhmischen Grenzland zu Hause. Er war Naturliebhaber, extremer Bergsteiger und Waldgeher. Durch seine Vortragsabende in ganz Deutschland sowie durch seine Bücher Mein wildes Waldgebirge und Auf einsamen Bergpfaden hatte er sich als Kenner des Bayerischen Waldes einen Namen gemacht. Thorward hat weiterhin zwei Romane verfasst Der böhmisch`Girgl erschien als Fortsetzungsroman in 14 ostbayerischen Tageszeitungen.

## Auszeichnungen
- 1985: Waldschmidt-Preis, Waldschmidt-Verein, Eschlkam[3]

## Bücher (Auswahl)
- Mein wildes Waldgebirge – Erlebter Bayerischer Wald. Regensburg: Pustet, 1980
- Auf einsamen Bergpfaden – Der Bayerwald-Hauptkamm für Kenner und Könner. Regensburg: Pustet, 1982
- Der böhmisch`Girgl. Ein Roman aus dem Bayerischen Wald. Regensburg: Pustet, 1985
- Im Tal der Zeit. Grafenau: Morsak, 1993